# کیابتسو تارو

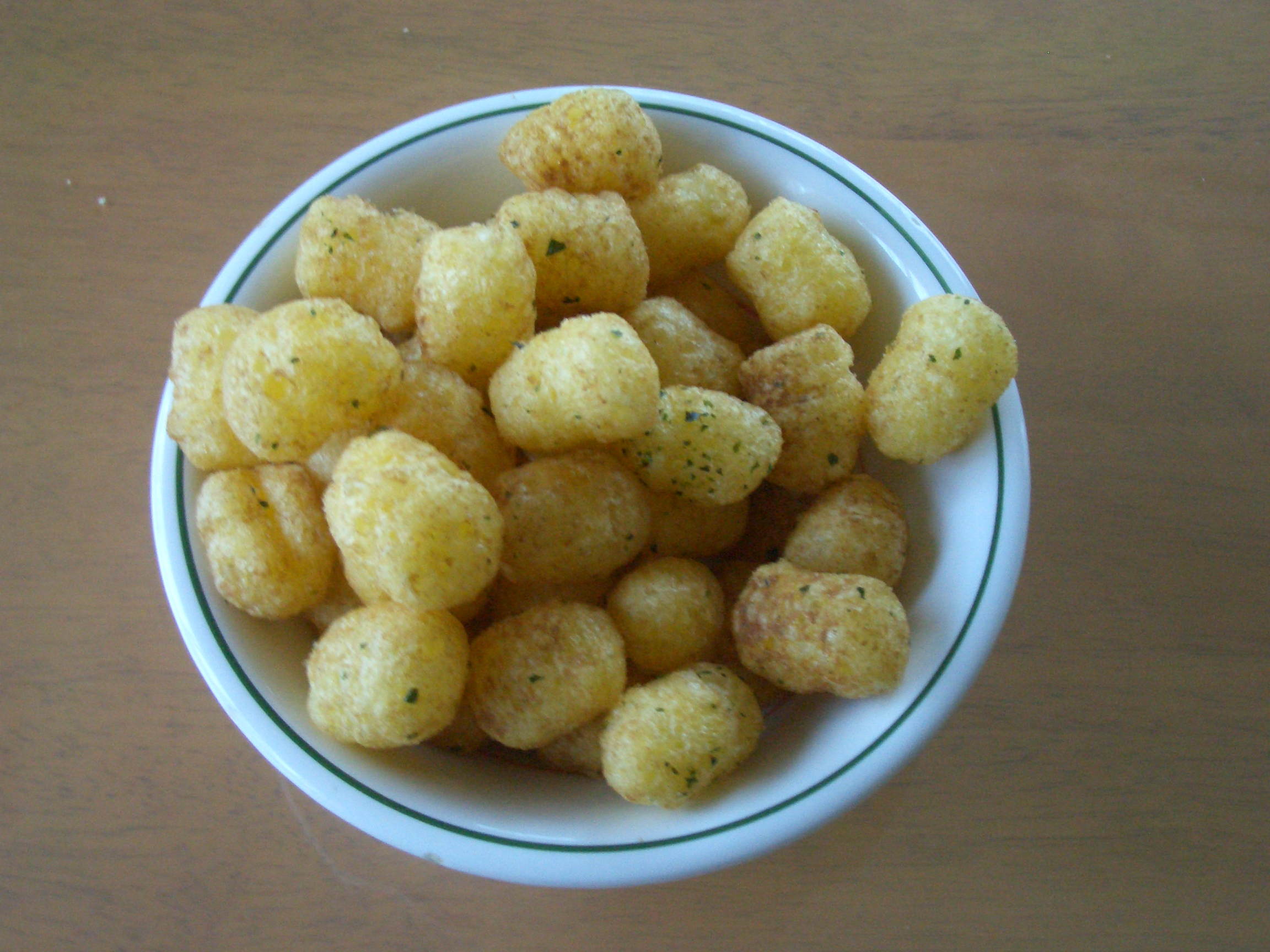
محتویات کیابتسو تارو

کیابتسو تارو (به ژاپنی: キャベツ太郎، تارو یک نام کوچک مردانه ژاپنی متداول است) یک لَب‌چَره (غذای میان‌وعده) ژاپنی است که توسط شرکت کادو (菓道) در استان ایباراکی تهیه می‌شود. کیابتسو تارو شامل گلوله‌های ذرت به قطر حدود ۳ سانتی‌متر است که با تکه‌های کوچک نوری و سس قهوه‌ای ژاپنی طعم‌دار شده‌است. این غذا یک میان‌وعده نسبتاً کم هزینه برای کودکان است. در دو اندازهٔ ۲۰ ینی و ۱۰۰ ینی به فروش می‌رسد. بسته‌بندی آن قورباغه‌ای را نشان می‌دهد که کلاه پلیس بر سر دارد. نام آن ممکن است جناسی از نام موموتارو باشد.